# Marc Warren (acteur)
Pour les articles homonymes, voir Marc Warren.
Marc Warren, né le 20 mars 1967 à Northampton, est un acteur britannique.
Son rôle le plus marquant à ce jour est celui du personnage de Danny Blue dans la série télévisée Les Arnaqueurs VIP.

## Carrière
Marc Warren a interprété Dougie Raymond dans The Vice et Albert Blithe dans le feuilleton Frères d'armes (Band of Brothers) produit par HBO. Avant cela, un de ses premiers rôles à la télévision fut dans la série anglaise Grange Hill puis, en 1996, il a joué l'Immortel Morgan D'Estaing dans la quatrième saison de Highlander (épisode 4.19  : La Règle du jeu).
En 2006, il a joué Elton Pope dans l'épisode de Doctor Who intitulé L.I.N.D.A. C'était un retour aux sources pour Warren, puisqu'un de ses rôles les plus anciens était une apparition (non créditée) dans Battlefield, une histoire du Docteur datant de 1989. Toujours en 2006, il est l'assassin dérangé Jonathan Leureduthé dans l'adaptation par Sky One des Contes du Disque-Monde de Terry Pratchett, ainsi que le Comte Dracula dans une nouvelle adaptation du classique de Bram Stoker. L'année suivante, il interprète dans Life on Mars le détrousseur Tony Crane opérant dans les casinos, et M. Simpson dans Ballet Shoes, un téléfilm pour la BBC.
Marc Warren tient le premier rôle dans Messiah V: The Rapture, celui de Joseph Walker, à la place de Ken Stott qui jouait Red Metcalfe dans les quatre premiers épisodes.
Il a participé à l'élaboration de storyboards numériques comme doublure d'Ewan McGregor pour Star Wars, épisode I : La Menace fantôme.

## Filmographie

### Cinéma
- 1995 : Boston Kickout de Paul Hills
- 1996 : Shine de Scott Hicks
- 1997 : Bring Me the Head of Mavis Davis de John Henderson
- 1998 : Dad Savage de Betsan Morris Evans
- 1998 : B. Monkey de Michael Radford
- 2000 : Free Spirits de Steve Tolle
- 2002 : f2point8 (court-métrage) de Paul Hills
- 2002 : Revengers Tragedy d'Alex Cox
- 2002 : Al's Lads (titre aux États-Unis : Capone's Boys) de Richard Standeven
- 2003 : Perfect (court-métrage) de Rankin
- 2003 : Song for a Raggy Boy d'Aisling Walsh
- 2003 : The Principles of Lust de Penny Woolcock
- 2003 : The Silent Treatment de Peter Lydon
- 2004 : Secrets de Paul Hills
- 2005 : Hellraiser 7 (Hellraiser: Deader) de Rick Bota
- 2005 : Hooligans (Green Street Hooligans) de Lexi Alexander
- 2005 : Appelez-moi Kubrick (Colour Me Kubrick) de Brian W. Cook
- 2006 : Coups d'État (Land of the Blind) de Robert Edwards
- 2006 : The Lives of the Saints de Chris Cottam et Rankin
- 2008 : Wanted : Choisis ton destin (Wanted) de Timur Bekmambetov
- 2012 : Wild Bill de Dexter Fletcher : Adam

### Télévision
- 1991 : Gawain and the Green Knight[3] (téléfilm)
- 1992 : An Ungentlemanly Act (téléfilm)
- 1992 : Grange Hill, (série télévisée)
- 1994 : Sharpe's Company (téléfilm)
- 1995 : Les Aventures du jeune Indiana Jones (The Young Indiana Jones Chronicles, série télévisée)
- 1995 : Suspect numéro 1 (Prime Suspect: Scent of Darkness, série télévisée, saison 4) : DC Andy Dyson
- 1996 : Hidden in Silence (téléfilm)
- 1996 : Highlander (série télévisée)
- 1998 : De l'autre côté du miroir (Alice Through the Looking Glass[4], téléfilm)
- 1999 : Oliver Twist (Oliver Twist, feuilleton)
- 1999 : The Vice (série télévisée)
- 2001 : Frères d'armes (Band of Brothers, série télévisée)
- 2001 : Pretending to Be Judith (téléfilm)
- 2001 : L'Experte (The Bombmaker, téléfilm)
- 2001 : Men Only de Peter Webber (série télévisée)
- 2002 : No Night Is Too Long (téléfilm)
- 2002 : NCS: Manhunt (série télévisée)
- 2003 : Jeux de pouvoir (State of Play, série télévisée)
- 2003 : Reversals (téléfilm)
- 2003 : Hercule Poirot (série TV, épisode Cinq petits cochons) : Meredith Blake
- 2004 : Miss Marple (épisode Meurtre au presbytère) : Capitaine Ainsworth
- 2004-2007 : Les Arnaqueurs VIP (Hustle, série télévisée)
- 2005 : Vincent (série télévisée)
- 2006 : Doctor Who (série télévisée)
- 2006 : Les Contes du Disque-Monde (Terry Pratchett's Hogfather, feuilleton)
- 2006 : Dracula (téléfilm)
- 2007 : Life on Mars (série télévisée)
- 2007 : Ballet Shoes (téléfilm d'après le roman de Noel Streatfeild)
- 2007 : Mutual Friends (Minisérie en 6 épisodes)
- 2008 : Messiah V: The Rapture (série télévisée)
- 2008 : Burn Up (feuilleton)
- 2010 : Accused (série télévisée) (1.05 "Kenny's Story")
- 2011 : Mad Dogs (série télévisée)
- 2012 : The Good Wife (série télévisée, saison 4) : Nick Saverese
- 2015 : The Musketeers (saison 2) : Comte de Rochefort
- 2017 : Snatch (série télévisée) : Bob Fink
- 2018 : Safe (série télévisée) : Pete
- 2019 : Beecham House : Samuel Parker
- 2020 : Les enquêtes du commissaire Van der Valk (série télévisée) : commissaire Van der Valk
- 2025 : Missing you (série télévisée) : Monte Laburne

## Voix francophones
En France, Vincent Ropion est la voix régulière de Marc Warren, qu'il double depuis 2004.
En France
| - Vincent Ropion dans : - Jeux de pouvoir (mini-série) - Les Arnaqueurs VIP (série télévisée) - Hellraiser: Deader - Les Contes du Disque-monde (mini-série) - Messiah (série télévisée) - Mad Dogs (série télévisée) - The Good Wife (série télévisée) - Safe (série télévisée) - Beecham House (série télévisée) - Les Enquêtes du commissaire Van der Valk (série télévisée) - Tu me manques (en) (mini-série) | Et aussi - Bruno Choël dans Frères d'armes (mini-série) - Tanguy Goasdoué dans Hercule Poirot (série télévisée) - Guillaume Lebon dans Hooligans - Pierre Tessier dans Burn Up (en) (série télévisée) - Franck Capillery dans Ben Hur (mini-série) - Cédric Dumond dans The Musketeers (série télévisée) |